# Pleystein
Pleystein är en stad i Landkreis Neustadt an der Waldnaab i Regierungsbezirk Oberpfalz i förbundslandet Bayern i Tyskland.
Stadenen ingår i kommunalförbundet Pleystein tillsammans med kommunen Georgenberg.